# Новара
Нова́ра (Нуа́ра [nuˈɑːra] на местном ломбардском диалекте; итал. Novara, пьем. No(v)ara) — город в итальянском регионе Пьемонт, на реке Агонья, прямо на запад от Милана по дороге на Турин. Второй по величине город Пьемонта, административный центр одноимённой провинции.

## История
Город основал Юлий Цезарь, давший ему имя Новария (Novaria). Магн Максим разорил его в 386 году за поддержку Валентиниана I. Останки древнего города были стёрты с лица земли нашествиями варварских вождей Радагайса (405) и Аттилы (452). При лангобардах Новара возродилась к жизни; со времён Карла Толстого известны графы Новарские. Генрих V в 1110 году покорил и разрушил этот вольный город.
Через полвека Новара присоединилась к Ломбардской лиге. С конца XII века город находился в тени Милана, затем входил в Миланское герцогство, пока его не оккупировали (во время войны за испанское наследство) савойцы. По условиям Утрехтского мира Новара вернулась к Габсбургам, но уже в 1738 году, по Венскому договору, пьемонтские монархи окончательно утвердили своё господство над городом.
Новара дала имя ряду сражений, которые произошли в окрестностях.
Покровителем города почитается святой Гауденций из Новары, празднование 22 января.

## Архитектура
- Собор с древним баптистерием имеет сложную строительную историю. Свой нынешний облик в стиле позднего классицизма приобрёл в 1860-е годы благодаря стараниям Алессандро Антонелли.
- Базилика во имя св. Гауденция, считающегося покровителем города. Возведена на месте более древнего храма в 1577—1690 годах и в XIX веке надстроена до высоты в 121 метр по проекту А. Антонелли.
- Средневековый дворцовый комплекс Бролетто и плохо сохранившаяся крепость времён миланских герцогов Висконти и Сфорца.

## Образование
- Университет Восточного Пьемонта

## Население
| Год  | Численность | Численность |
| ---- | ----------- | ----------- |
| 1986 | 103 000     | [ 2 ]       |
| 1997 | 102 000     | [ 3 ]       |
| 2012 | 105 200     | [ 4 ]       |
| 2016 | 104 471     | [ 5 ]       |
| 2017 | 104 284     | [ 6 ]       |
| 2018 | 104 183     | [ 7 ]       |
| 2023 | 101 257     | [ 8 ]       |

## Города-побратимы
- Кобленц, Германия (1991)
- Хасково, Болгария
- Шалон-сюр-Сон, Франция

## Известные уроженцы и жители
- Пьетро Азарио (1312—1366) — средневековый хронист, историк дома Висконти.
- Пьетро Дженерали (1773—1832) — оперный композитор; капельмейстер кафедрального собора в Новаре.
- Себастьяно Вассалли (1941—2015) — писатель, лауреат премии Стрега (1990).
- Джованни-Баттиста делла Черва (около 1515—1580) — итальянский художник эпохи Высокого Возрождения.
- Оскар Луиджи Скальфаро (1918-2012) - президент Италии (1992-1999).